# Église Saint-Jean-Baptiste de Savignac-sur-Leyze
Pour les articles homonymes, voir Église Saint-Jean-Baptiste.
L'église Saint-Jean-Baptiste, du XIIe siècle, est située à Savignac-sur-Leyze, dans le département de Lot-et-Garonne, en France.

## Localisation
L'église Saint-Jean-Baptiste est située à Savignac-sur-Leyze, dans le département de Lot-et-Garonne, en France.

## Historique
Le chœur roman date du XIe siècle, avec sa voûte en berceau plein cintre soutenue par un arc-doubleau qui le sépare du cul-de-four de l'abside.
En décapant les murs du chœur, quatre croix rouges, gravées en creux ont été mises au jour sur les piliers. Ces croix peuvent être des symboles à la fois de l'ordre des Templiers et de l'ordre de Malte. Elles pourraient aussi correspondre à des croix de consécration.
Après l'arc triomphal, l'architecture est plus récente.
Le portail de l'église date de la fin de l'architecture gothique. Sa qualité l'a fait inscrire au titre des monuments historiques le 22 février 1927 avec le commentaire suivant : « Édifice roman au remarquable portail de la fin du gothique, ouvert entre deux faux contreforts surmontés de pinacles, ce portail est encadré de moulures aux courbes terminées en tiers-point, la moulure extérieure forme une accolade chargée de crochets végétaux. Quelques branches en haut relief décorent les piédroits. Le tympan est occupé par une niche ».
En 1601, la visite épiscopale note la présence des fonts baptismaux, du clocher et d'une cloche. L'autre ayant été vendue au cours des guerres de religion. La petite cloche actuelle date de 1805, la grosse de 1875.
Dans son testament daté du 27 février 1880, le curé Danty léguait 3 000 francs à la fabrique pour construire deux chapelles. La chapelle sud, dédiée à la Vierge, a été construite en 1882-1884. La chapelle nord, dédiée à saint Joseph n'a été terminée qu'après 1892.
L'église Saint-Jean-Baptiste a été inscrite au titre des monuments historiques en 2006.

## Description

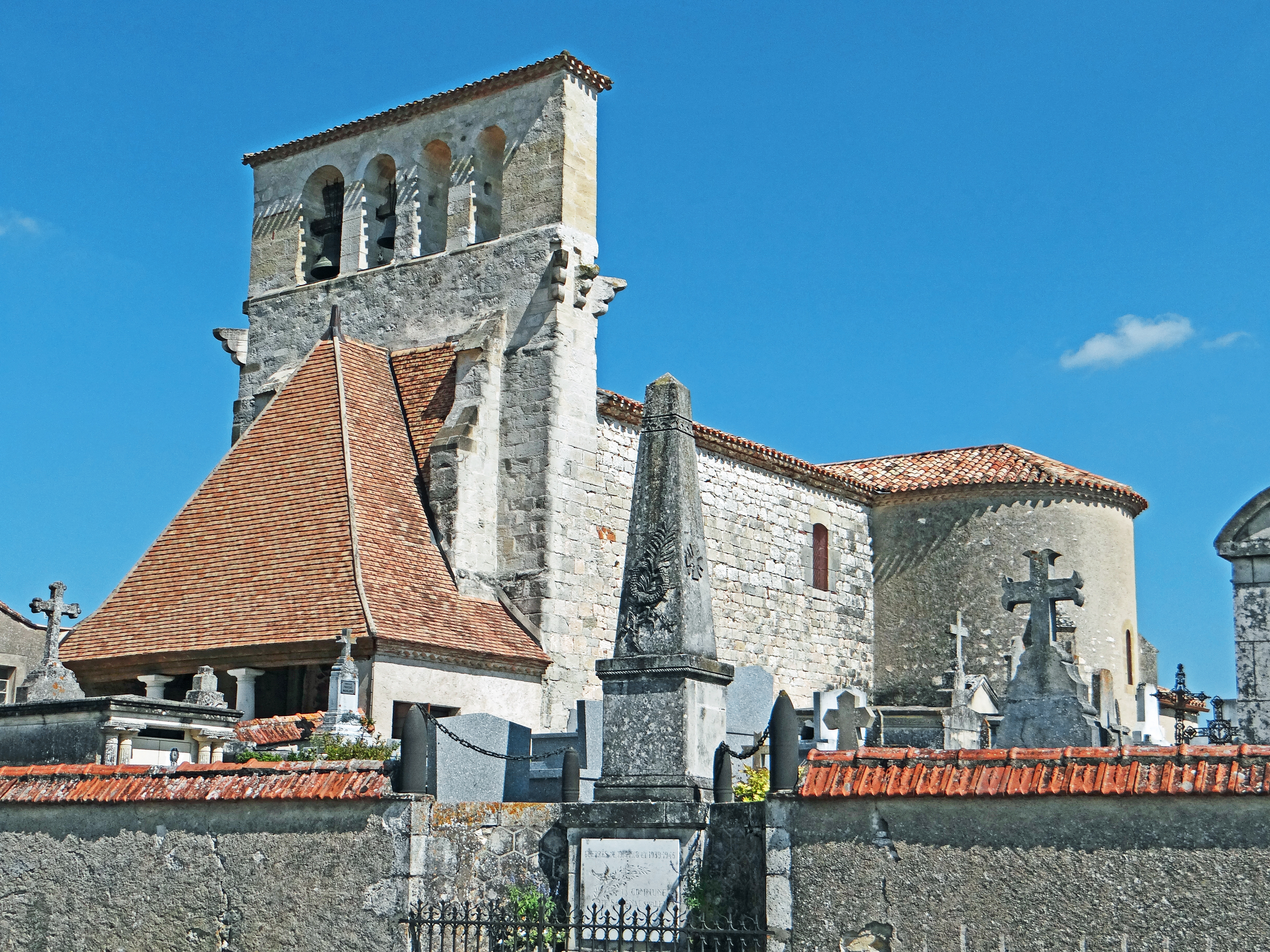
L'église vue depuis le monument aux morts
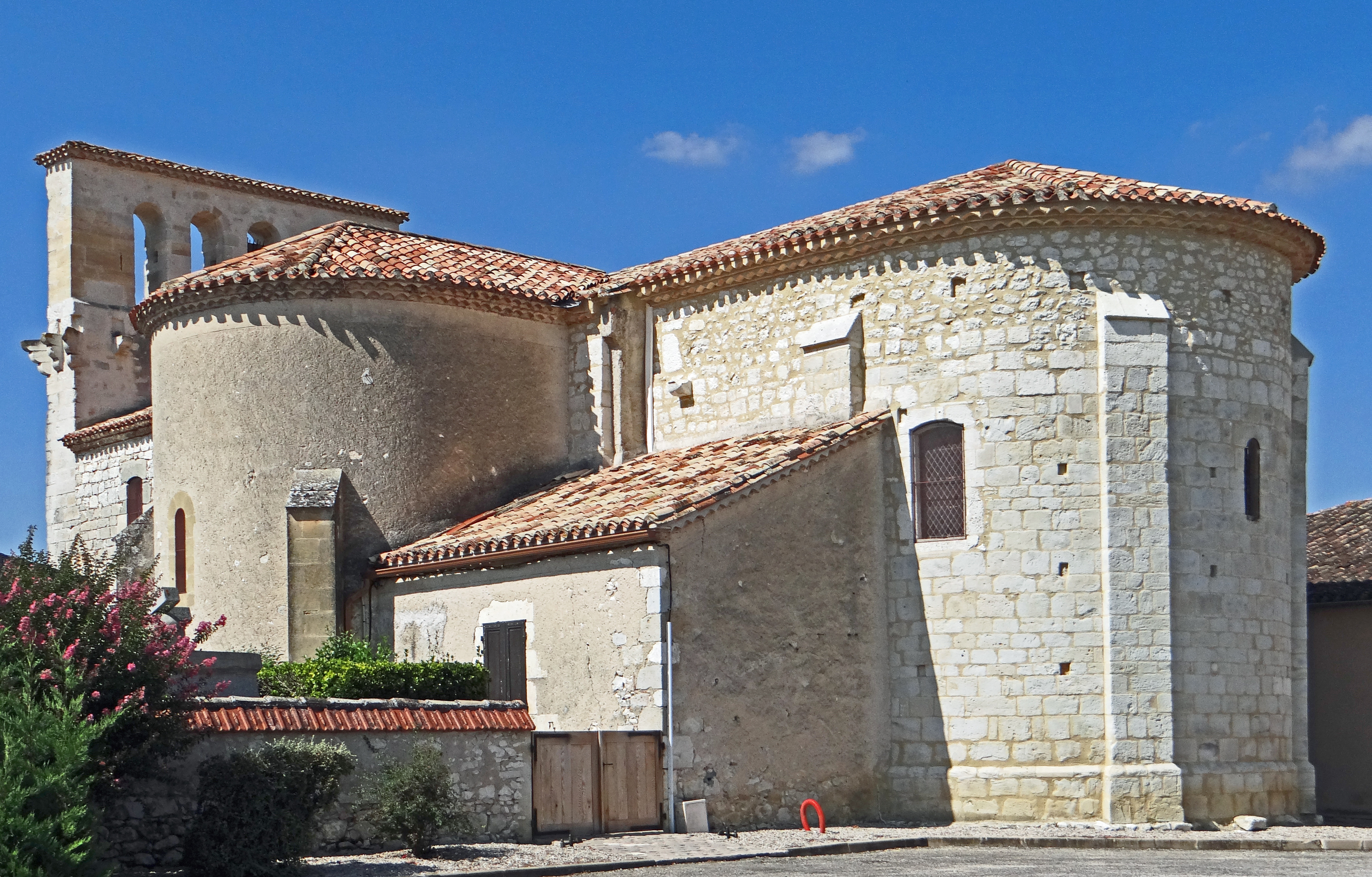
L'église vue depuis le chevet
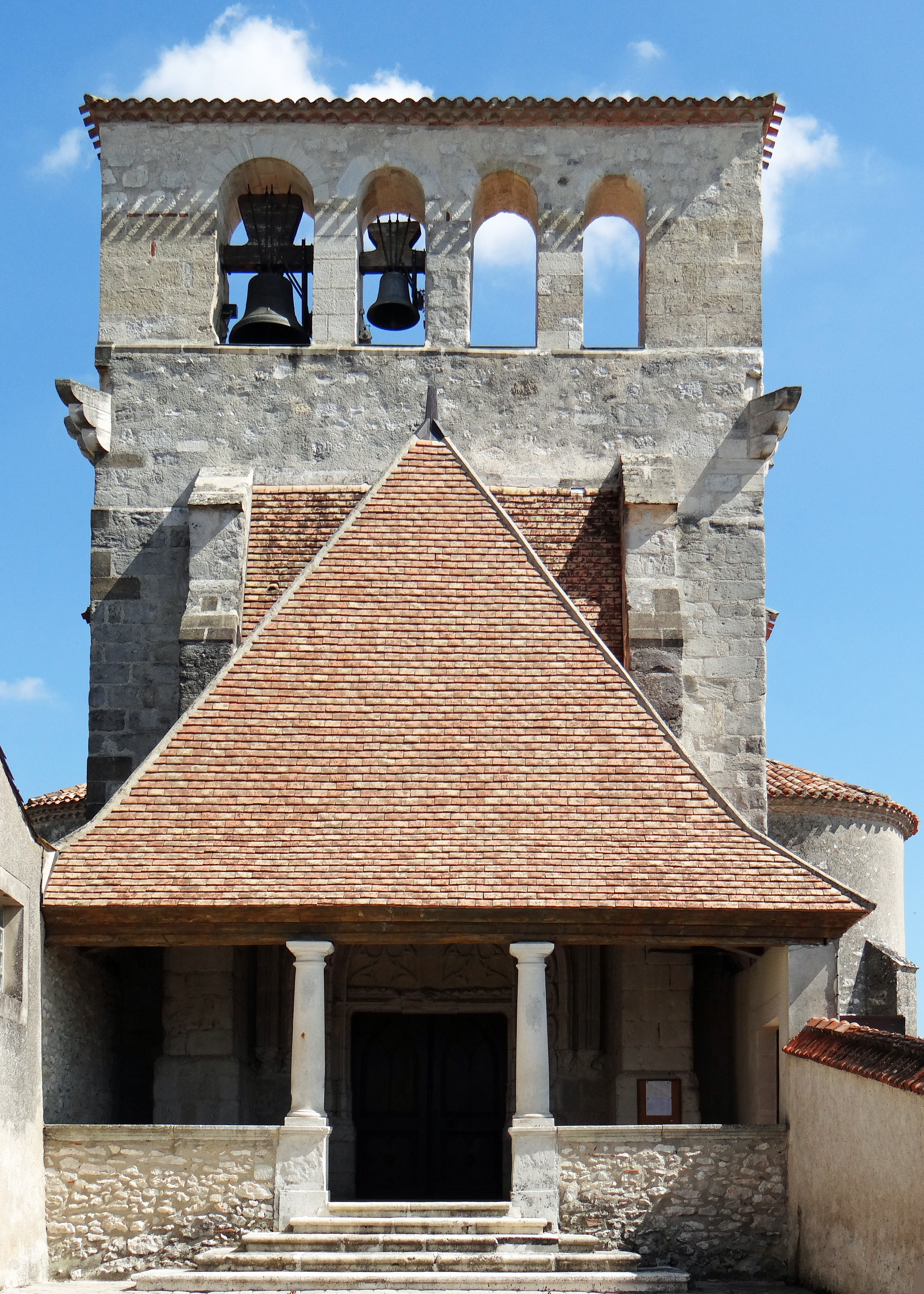
Le portail et le clocher
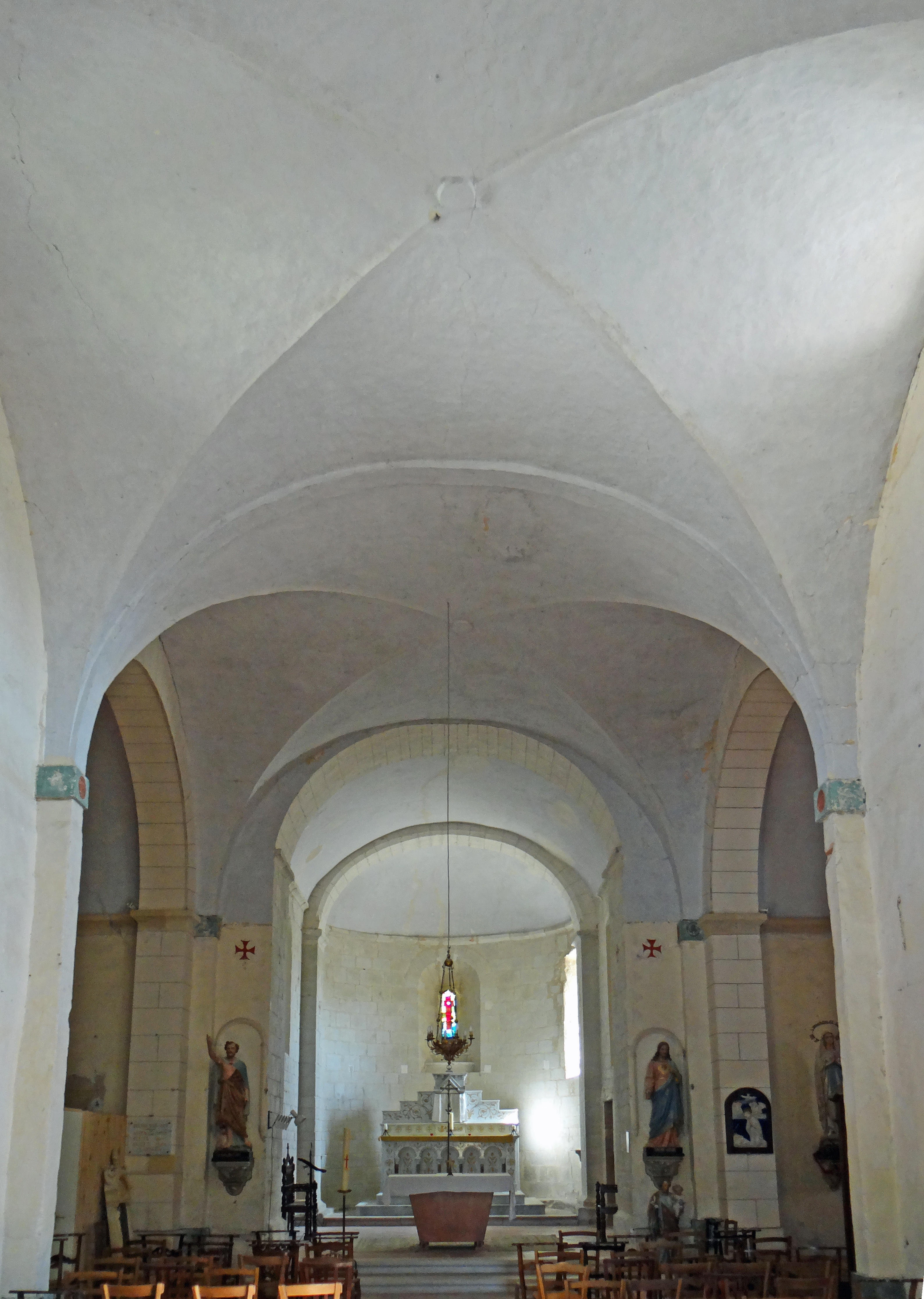
La nef